# Lijst van rijksmonumenten in Katwijk aan Zee
De woonkern Katwijk aan Zee telt 18 inschrijvingen in het rijksmonumentenregister. Hieronder een overzicht.
| Object | Oorspronkelijke functie?  | Bouwjaar               | Architect                       | Locatie                                                                                               | Coördinaten?                  | Nr.?   | Afbeelding |
| --- | ------------------------- | ---------------------- | ------------------------------- | --- | ----------------------------- | ------ | --- |
| Andreaskerk | Kerk en kerkonderdeel     | ca. 1460               |                                 | Boulevard 109                                                                                         | 52° 12' 9" NB, 4° 23' 33" OL  | 23535  | Meer afbeeldingen |
| Toren van de Andreaskerk | Kerk en kerkonderdeel     | 1700                   |                                 | Boulevard bij 109                                                                                     | 52° 12' 9" NB, 4° 23' 32" OL  | 23536  | Meer afbeeldingen |
| Vissershuisje | Woonhuis                  | ca. 1770               |                                 | Louwestraat 7                                                                                         | 52° 12' 12" NB, 4° 23' 44" OL | 23537  | Meer afbeeldingen |
| Bakkerij | Werk-woonhuis             | laatste helft 18e eeuw |                                 | Oosterhof 10                                                                                          | 52° 12' 10" NB, 4° 23' 44" OL | 23538  | Bakkerij |
| Nieuwe Kerk | Kerk en kerkonderdeel     | 1886/1887              | H.J.Jesse                       | Voorstraat 79                                                                                         | 52° 12' 10" NB, 4° 23' 59" OL | 23539  | Meer afbeeldingen |
| Vuurbaak | Kust- en oevermarkering   | 1605                   |                                 | Vuurbaakplein bij 11                                                                                  | 52° 12' 1" NB, 4° 23' 29" OL  | 23540  | Meer afbeeldingen |
| Oude begraafplaats | Begraafplaats en -onderdl | 1791 (toegang)         |                                 | Zuidstraat bij 113 + 137                                                                              | 52° 12' 6" NB, 4° 24' 4" OL   | 23541  | Meer afbeeldingen |
| Voorfiltergebouw | Nutsbedrijf               | 1912                   | C.J. van Spall                  | Cantineweg 19a                                                                                        | 52° 11' 16" NB, 4° 24' 40" OL | 508785 | Meer afbeeldingen |
| Pompgebouw | Nutsbedrijf               | 1900                   | J.W. Schaap                     | Cantineweg 19a                                                                                        | 52° 11' 16" NB, 4° 24' 40" OL | 508786 | Meer afbeeldingen |
| Katwijks Museum en voormalig politiebureau en kantoor | Handel en kantoor         | 1912-13                | H.J.Jesse                       | Voorstraat 46                                                                                         | 52° 12' 13" NB, 4° 23' 49" OL | 509338 | Meer afbeeldingen |
| Twee identieke gevechtsschuilplaatsen A40 (25e) en A51 (25f) | Bomvrij militair object   | Tweede Wereldoorlog    |                                 | Katwijkse duinen (onder de grond, men kan alleen op het 'dak' van alle (onderstaande) bunkers lopen.) | 52° 11' 32" NB, 4° 22' 59" OL | 509342 | Upload foto |
| Kantoor A47 (25d) met aangrenzende commandopost A46 (25b) en Marine Artillerie Commandopost A44 (25a), type R-117 en M-152                                                            | Bijgebouwen               | Tweede Wereldoorlog    |                                 | Katwijkse duinen                                                                                      | 52° 11' 31" NB, 4° 22' 58" OL | 509365 | Upload foto |
| Bunkercomplex met zes woonschuilplaatsen A41, A45, A49, A54, A57, A58 (25h t/m m) | Bijgebouwen               | Tweede Wereldoorlog    |                                 | Katwijkse duinen                                                                                      | 52° 11' 29" NB, 4° 22' 57" OL | 509366 | Upload foto |
| Bunkercomplex met drie bergplaatsen A39, A48 en A55 (25 n,q,t), twee levensmiddelenbergplaatsen A42 en A50 (25o en 25r) en twee dubbele watertankbergplaatsen A43 en A52 (25p en 25s) | Bijgebouwen               | Tweede Wereldoorlog    |                                 | Katwijkse duinen                                                                                      | 52° 11' 30" NB, 4° 22' 58" OL | 509367 | Bunkercomplex met drie bergplaatsen A39, A48 en A55 (25 n,q,t), twee levensmiddelenbergplaatsen A42 en A50 (25o en 25r) en twee dubbele watertankbergplaatsen A43 en A52 (25p en 25s) |
| Garage A56 (25w) ten westen van het fietspad en ten oosten van de bergplaats A55 > | Bijgebouwen               | Tweede Wereldoorlog    |                                 | Katwijkse duinen                                                                                      | 52° 11' 29" NB, 4° 22' 56" OL | 509368 | Upload foto |
| Open geschutsopstelling A59 (25x) ligt naast de Sonderkonstruktion aan de noordkant. Deze in beton uitgevoerde ronde geschutopstelling is nog maar gedeeltelijk aanwezig              | Open verdedigingswerk     | Tweede Wereldoorlog    |                                 | Katwijkse duinen                                                                                      | 52° 11' 29" NB, 4° 22' 55" OL | 509369 | Upload foto |
| Open geschutopstelling met schuil- en bergplaatsen A60 (25g) van het type R-607 en R-621                                                                                              | Fort, vesting en -onderdl | Tweede Wereldoorlog    |                                 | Katwijkse duinen                                                                                      | 52° 11' 29" NB, 4° 22' 54" OL | 509370 | Upload foto |
| Boezemgemaal (Koning Willem-Alexandergemaal) Katwijk | gemaal                    | 1951-1954              | Bernard Buurman en M.P. Schutte | Binnensluis3                                                                                          | 52° 12' 27" NB, 4° 24' 22" OL | 530957 | Meer afbeeldingen |